# Justine Greening

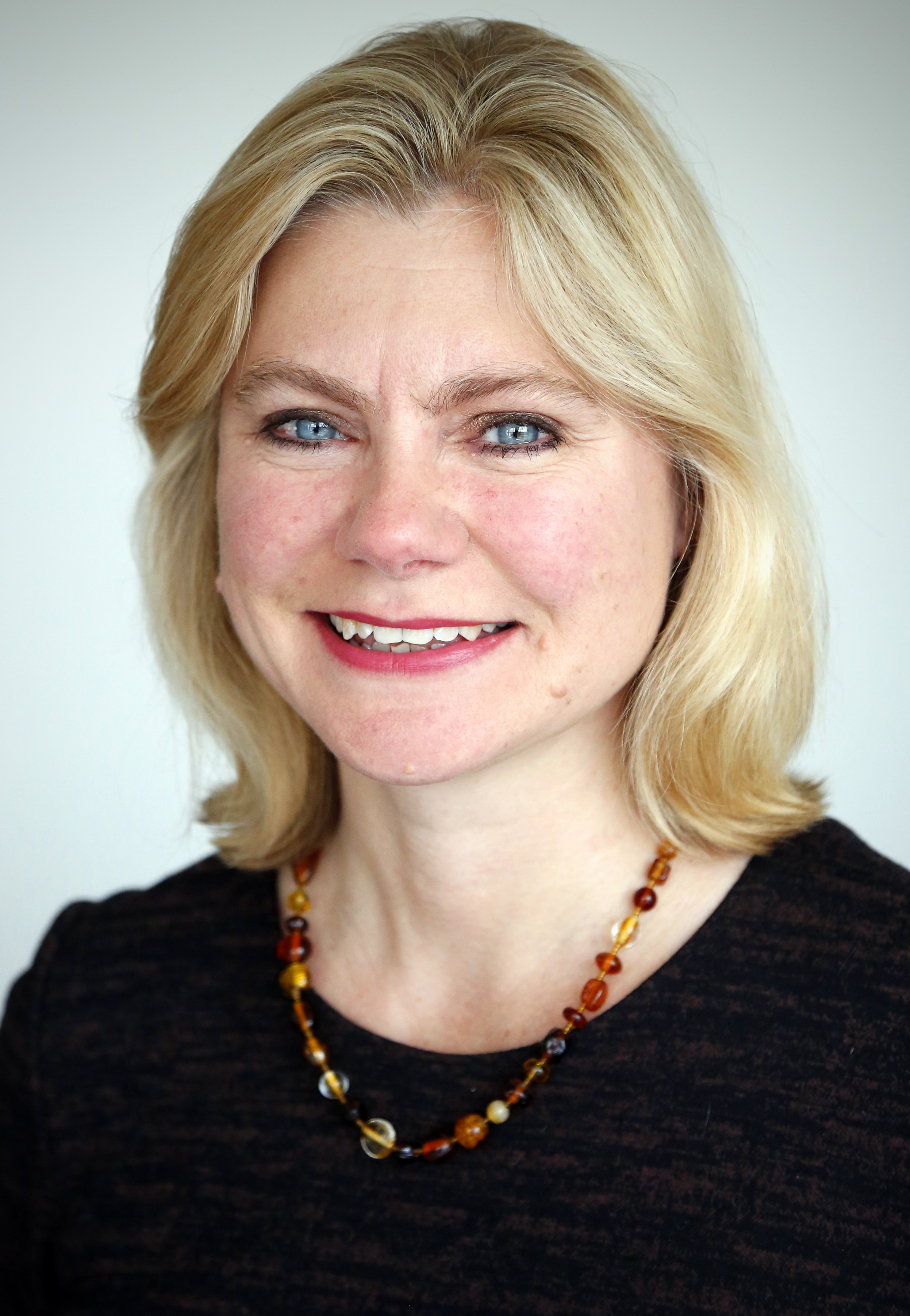
Rt. Hon. Justine Greening

Justine Greening (n. 30 aprilie 1969, Yorkshire) este o politiciană britanică, membră al partidul Conservator, care a ocupat funcția de Secretar de stat pentru educație și Ministru pentru femei și egalitate în drepturi între 2016 și 2018.
Ministrul de stat pentru ajutor extern din 2012 până în 2016, Greening a fost aleasă pentru prima dată ca membru al Parlamentului în 2005 pentru circumscripția Putney (până în 2019) și a jurat în fața Consiliului Privat al Regatului Unit în 2011.
De asemenea, Greening a avut în Guvernul de coaliție al Majestății Sale funcțiile de Ministrul pentru afaceri economice al Trezoreriei și de Secretar de stat pentru transporturi.
A fost considerată candidata Conservatorilor la primăria Londrei în 2024, pentru care este în prezent nominalizată Susan Hall.